# Hôpital de Mercy
Pour les articles homonymes, voir Mercy.
Cet article possède un paronyme, voir Mercy Hospital.
L’hôpital de Mercy est le nouvel hôpital de Metz. Il fait partie du centre hospitalier régional de Metz-Thionville et l’hôpital Notre-Dame-de-Bon-Secours y a été transféré, il dispose de 780 lits en 2019.

## Histoire
Le 30 juin 2006, le CHR Metz-Thionville signe un marché de conception-réalisation avec le groupe Pertuy. L’hôpital est conçu par Samir Farah. Les travaux débutent en juillet 2007 et la nouvelle structure a ouvert ses portes en 2012 en contrebas du château de Mercy dans la zone de Grigy aux abords de la rocade sud de Metz.
L’hôpital, construit en « plots », est organisé autour de six pôles : neurologie, cardio-vasculaire ; médecine/chirurgie digestive et urologie ; chirurgie tête/cou, chirurgie plastique, orthopédie et traumatologie ; hématologie, oncologie, pneumologie et médecine nucléaire ; médecine polyvalente et spécialités médicales, bloc opératoire ; femme, mère, enfant (maternité). Il dispose d’une vingtaine d’unité d’hospitalisation, chacune accueillant 22 à 24 lits ce qui lui donne une capacité de 766 lits et places. Plus de 80 % des chambres sont individuelles.
De nouvelles voies de circulation sont aménagées pour faciliter l’accès à l’hôpital de Mercy :
- création d’une entrée ouest sur le nouvel échangeur de la route de Strasbourg ;
- la route départementale 955 est mise à deux voies dans les deux sens ;
- construction d’une nouvelle route allant jusqu’à Ars-Laquenexy (deuxième accès de secours)[6].

Une desserte régulière est effectuée par le Mettis (bus à haut niveau de service).
L’hôpital de Mercy et l’hôpital Femme-Mère-Enfant sont inaugurés le 11 décembre 2013 en présence du préfet Nacer Meddah, du directeur général de l’Agence régionale de santé de Lorraine Claude d'Harcourt,  du maire de Metz, Dominique Gros également président du conseil de surveillance du CHR Metz-Thionville et de la directrice générale du CHR Véronique Anatole-Touzet.